# Centre hospitalier universitaire de Reims

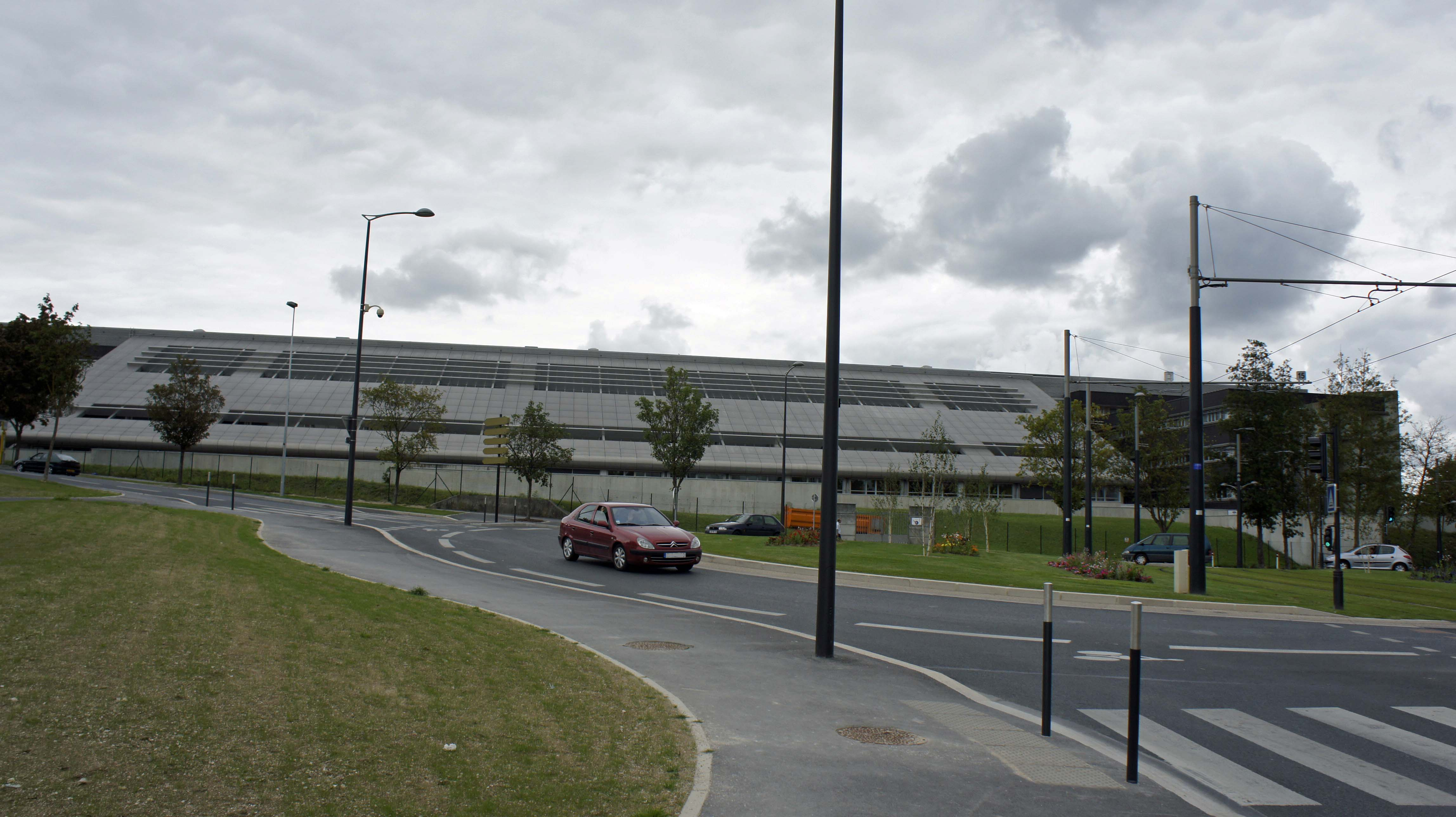
La faculté de médecine.

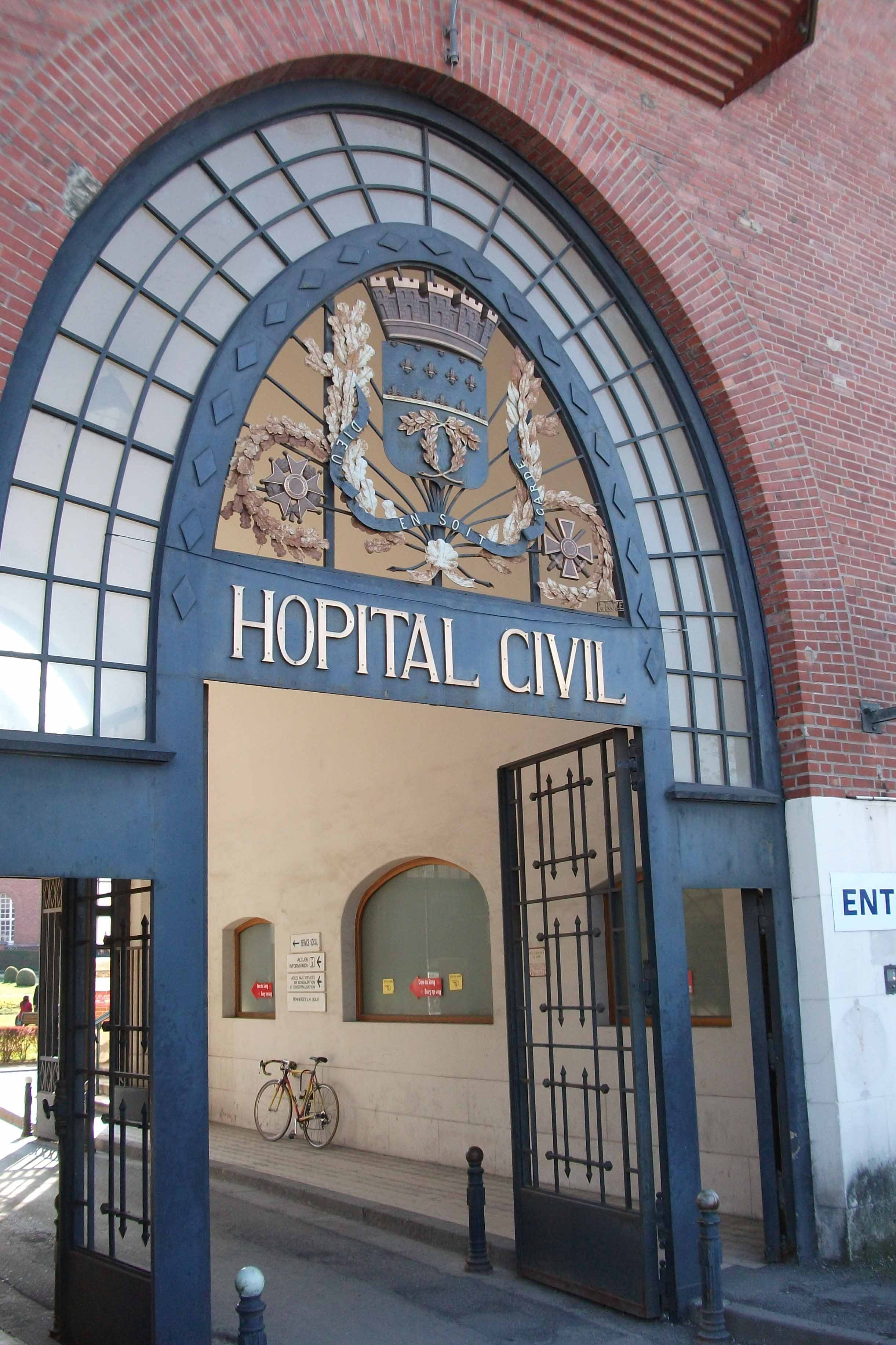
La porte d'entrée.

Le centre hospitalier universitaire de Reims (ou CHU de Reims) est un centre hospitalier universitaire situé à Reims en France et qui dessert la région Champagne-Ardenne. 

## Chiffres clés
- Nombre de lits : 2 382 pour un bassin de vie de 217 000 habitants et une région de 1 340 000 habitants. 7 466 employés.
- Personnel médical : 2 048 dont 667 médecins et assistants, 437 internes et 944 étudiants en médecine.
- Personnel soignant et éducatif : 3 732 dont 1 597 infirmiers, infirmiers spécialisés et puéricultrices, 1 034 aides soignants, 82 auxiliaires de puériculture, 646 agents des services hospitaliers, 54 psychologues et 22 assistants sociaux.
- Personnel technique et ouvrier : 686 personnes
- Personnel administratif : 674 personnes
- Personnel médicotechnique : 326 personnes (techniciens de laboratoire, manipulateurs en électroradiologie médicale…)
- 15 pôles d'activité et près de 60 services
- Budget 2013 : 455 980 956 € avec un résultat excédentaire de 2 144 256 €

## Localisation
Le centre hospitalier universitaire de Reims regroupe 10 établissements implantés sur plusieurs sites de la ville de Reims.

## Histoire des hôpitaux de Reims

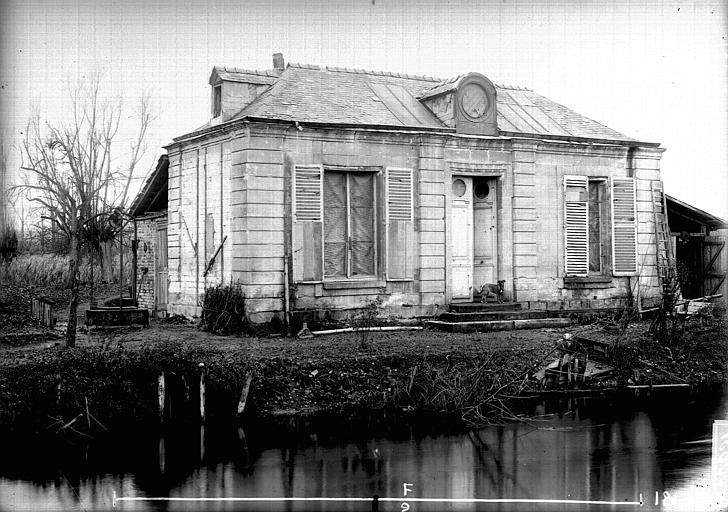
Léproserie en 1919.

L'hôpital de Reims est le continuateur des Hospices de Reims, ensemble de lieux d'accueil qui étaient liés à l'Eglise de Reims. Ils comprenaient, entre autres, l'hôtel dieu du chapitre cathédrale, deux léproseries localisées juste de l'autre côté de la Vesle, Ancien hôpital Saint-Marcoul. 
Pendant la révolution française l'hôpital Saint-Marcou change de nom pour s'appeler l'Hôpital des scrofuleux.
Après la révolution française, pour rationaliser et moderniser les accueils de malades, la ville organise un nouveau système, une école de médecine rue Simon, de nouveaux lieux comme le collège des Jésuites, l'abbaye st-Remi. 
En 1902, l'Hôpital des scrofuleux change une nouvelle fois de nom en Hospice Noël-Caqué.
Les services de l'Hospice Noël-Caqué sont déménagés à Maison-blanche en 1925 lors de l'ouverture des nouveaux bâtiments, d'où la fermeture de l'hospice Noël-Caqué.
Après la Grande Guerre le pôle se déplace vers le quartier nouveau de Maison-Blanche.

## Établissements

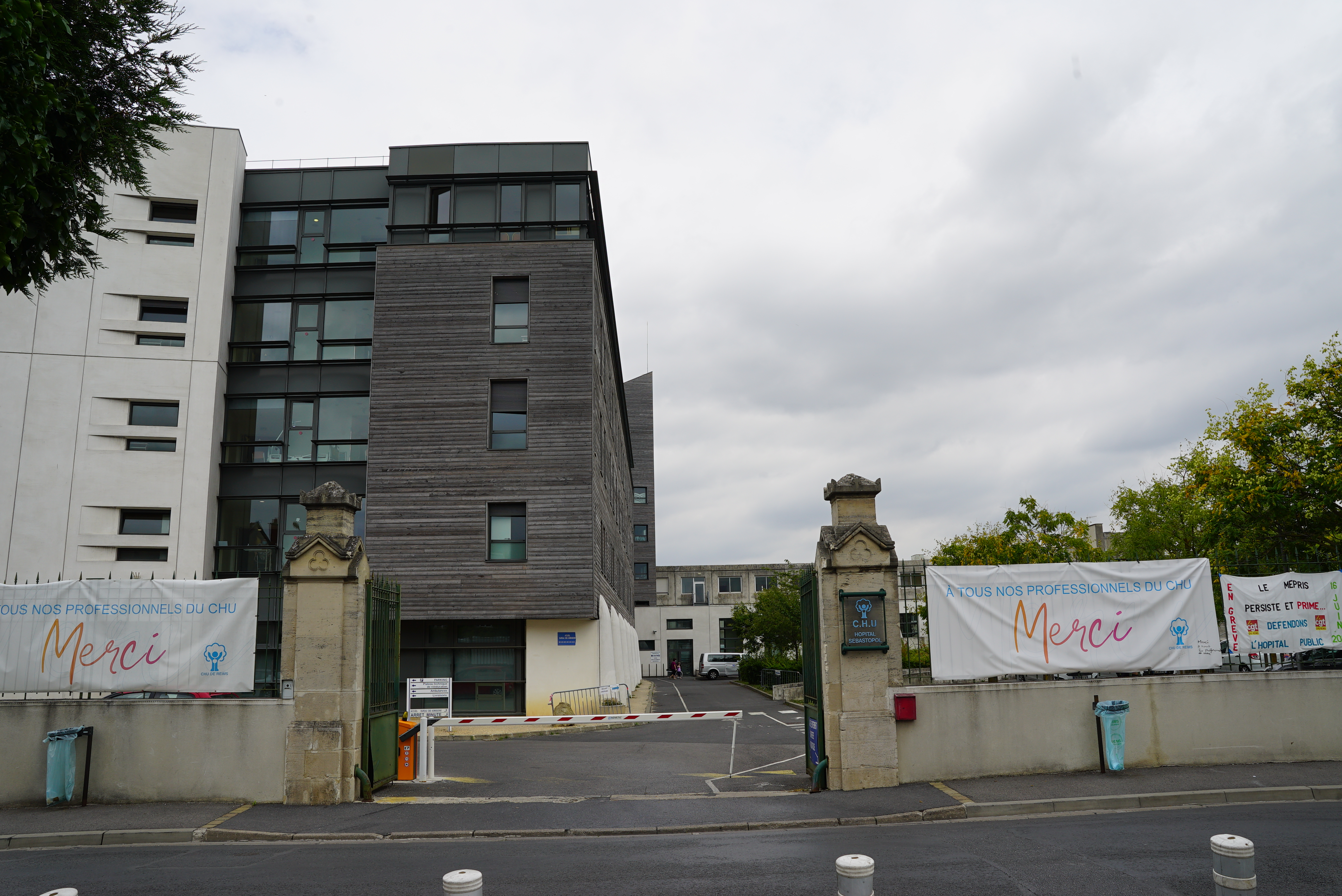
Sébastopol.

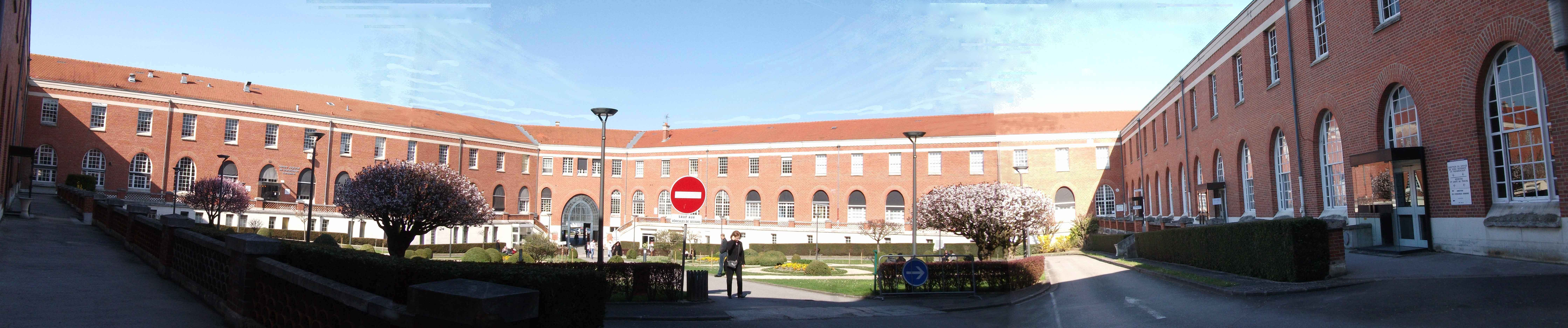
La cour de l'Hôpital Maison Blanche.

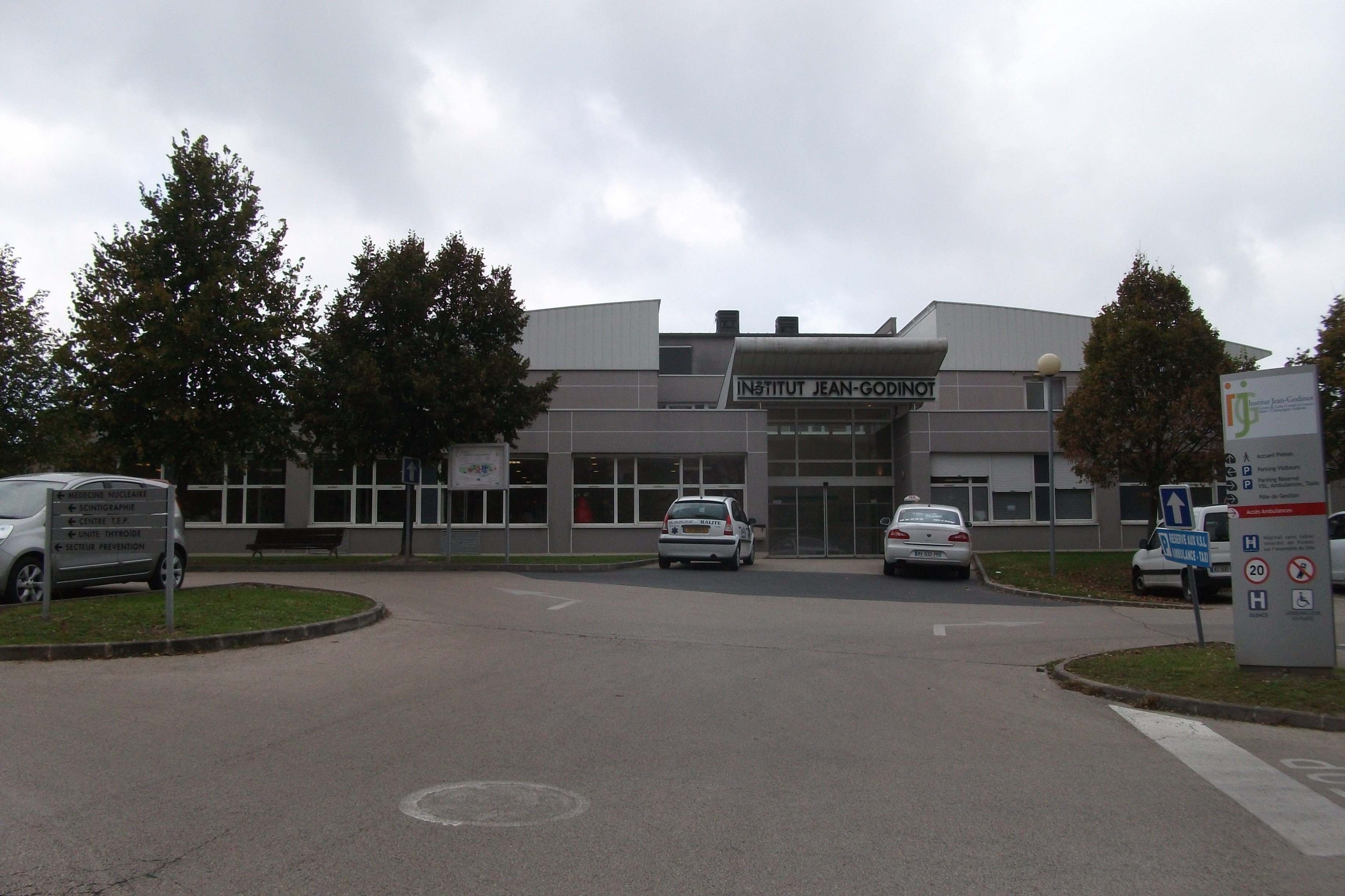
L'institut Godinot.

Le site principal est situé dans le quartier Maison Blanche au sud de la ville et comprend :
- l'Hôpital Robert Debré, Rue du Général-Kœnig,
- l'Hôpital Maison Blanche (où se trouve le centre de soins dentaires du CHU de Reims)
- l'American Memorial Hospital.

Les autres sites sont répartis dans le centre de la ville de Reims : 
- Hôpital Sébastopol,
- Résidences pour personnes âgées (Résidence Marguerite Rousselet, Roederer Boisseau, Wilson et Roux),
- le Pôle Logistique,
- la Clinique de Champagne,
- la Direction Générale.

## Plateau technique

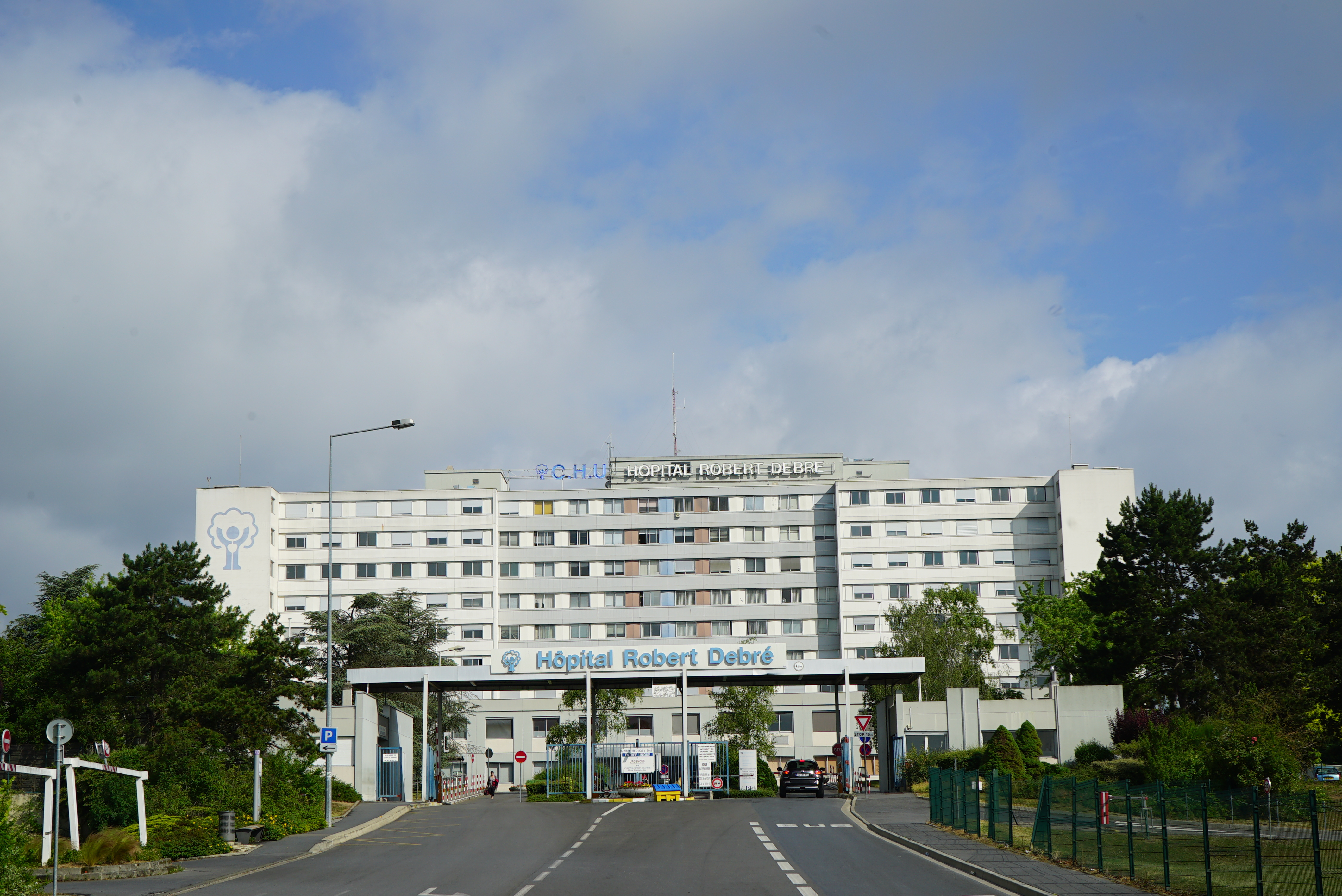
Robert-Debré.

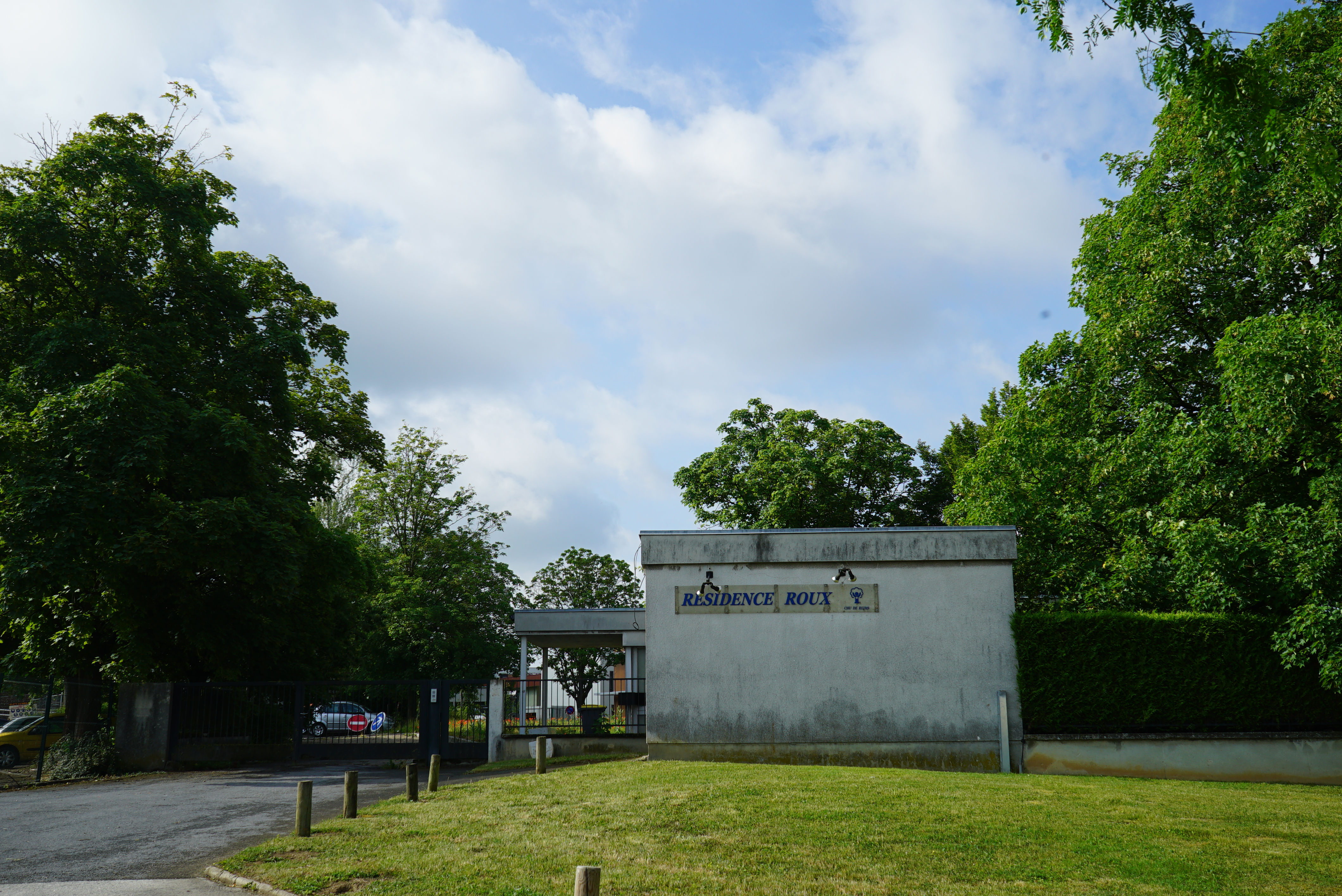
Docteur-Roux.

Le CHU de Reims est doté d'un plateau technique moderne qui comprend :
- 2 scanners
- 4 IRM
- un accès au TEP scan de l'institut Godinot (à côté du CHU)
- 1 incubateur de diagnostic pour IRM (permet de réaliser des examens sur des enfants prématurés avec une surveillance monitorée)
- 1 Cone Beam (permet de réaliser des images en 3 dimensions d’une grande précision pour les domaines de la médecine buccodentaire, de l’orthopédie dentofaciale et de la chirurgie orale).
- 1 Ablatherm pour le traitement mini invasif du cancer de la prostate par ultra sons focalisés
- 1 système de biopsie prostatique ciblée par fusion élastique d'image IRM - échographie (KOELIS)
- 1 laser Holmium pour le traitement mini invasif de l’adénome de la prostate
- 1 système de détection des cancers de la vessie par fluorescence (HEXVIX)
- 1 système de chimiohyperthermie intrapéritonéale
- 1 caisson hyperbare
- 1 pancréas artificiel
- 1 salle de neurochirurgie interventionnelle biplan
- 4 postes de dialyse aiguë
- 34 postes de dialyse chronique
- 1 lithotripteur
- 1 tomographe à cohérence optique pour le dépistage du glaucome
- 1 rétinographe non mydriatique pour réaliser un fonds de l’œil sans avoir à dilater la pupille
- 1 système de vidéo nystamographie qui dépiste les vertiges
- 2 salles de coronarographie
- 1 salle d’hémodynamique
- 1 Réception Centralisée des Prélèvements – Plateau Technique Automatisé (RCP-PTA) en biologie
- 27 salles d’opération
- 1 bloc obstétrical avec 3 salles de pré-travail dont l’une est équipée d’une baignoire, 5 salles de travail dont une “salle nature” pour les accouchements physiologiques et 1 salle opératoire pour les césariennes.

## Formation

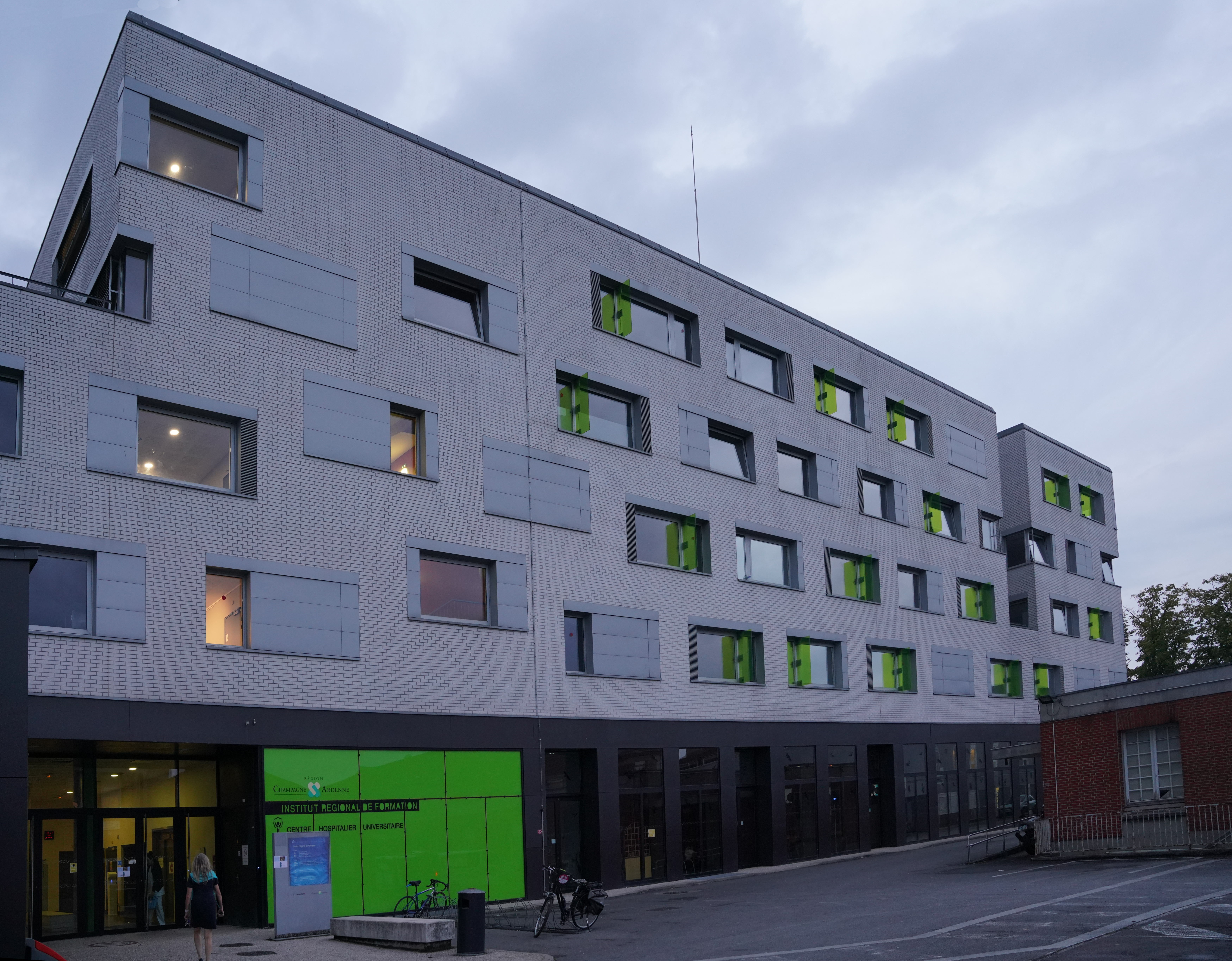
L'institut régional de formation.

Le CHU de Reims participe à la formation médicale, chirurgicale, pharmaceutique et odontologique de la région ainsi qu’à la recherche fondamentale en liaison avec les unités INSERM et CNRS. Le pôle formation du CHU de Reims comprend une école de sages-femmes et est lié à l'Université de Reims Champagne-Ardenne.